# Canton de Royan-Est
Le canton de Royan-Est est une ancienne division administrative française située dans le département de la Charente-Maritime et la région Poitou-Charentes.
Pour les élections départementales de mars 2015, le nombre de cantons du département diminue, passant de 51 à 27. Les cantons de Royan-Est et de Royan-Ouest fusionnent et laissent la place au canton de Royan, dont le bureau centralisateur (chef-lieu) est fixé à Royan.

## Géographie
Ce canton est organisé autour de Royan dans l'arrondissement de Rochefort. Son altitude varie de 0 m (Royan) à 45 m (Saint-Georges-de-Didonne) pour une altitude moyenne de 18 m.

## Histoire
Le canton de Royan-Est  est issu de la division du canton de Royan en 1973.
| Période | Période | Identité            | Étiquette    | Qualité |
| ------- | ------- | ------------------- | ------------ | --- |
| 1973    | 1985    | Jean Papeau         | PCF          | Instituteur puis directeur d'école Conseiller municipal de Royan, ancien conseiller général du canton de Royan Vice-Président du Conseil Général (1982-1985)                                                                                             |
| 1985    | 2015    | Dominique Bussereau | UDF puis UMP | Secrétaire d'État chargé des transports, Ancien Maire-Adjoint (et ancien Maire 1989-2002) de Saint-Georges-de-Didonne Président du Conseil Général (2008-2015) Député (1993-2002) Ancien Conseiller régional Elu en 2015 dans le nouveau Canton de Royan |

## Composition
Le canton de Royan-Est se composait d’une fraction de la commune de Royan et d'une autre commune. Il comptait 17 873 habitants (population municipale) au 1er janvier 2012.
| Nom                      | Code Insee | Intercommunalité    | Population (dernière pop. légale)               |
| ------------------------ | ---------- | ------------------- | ----------------------------------------------- |
| Royan (chef-lieu)        | 17306      | CA Royan Atlantique | Fraction : 12 819(2012) Commune : 18 388 (2014) |
| Saint-Georges-de-Didonne | 17333      | CA Royan Atlantique | 5 181 (2014)                                    |

## Démographie
| 1975 | 1982 | 1990   | 1999   | 2006   | 2011   | 2012   |
| ---- | ---- | ------ | ------ | ------ | ------ | ------ |
| -    | -    | 16 501 | 17 096 | 18 009 | 18 076 | 17 873 |